# ケプラー138
ケプラー138（英語: Kepler-138）または KOI-314 は、地球から見てこと座の方向に約219光年離れたところにある赤色矮星である。2022年12月時点で、周囲に3つの太陽系外惑星が存在していることが知られており、さらに低質量の惑星候補の存在が示されている。

## 惑星の発見と命名

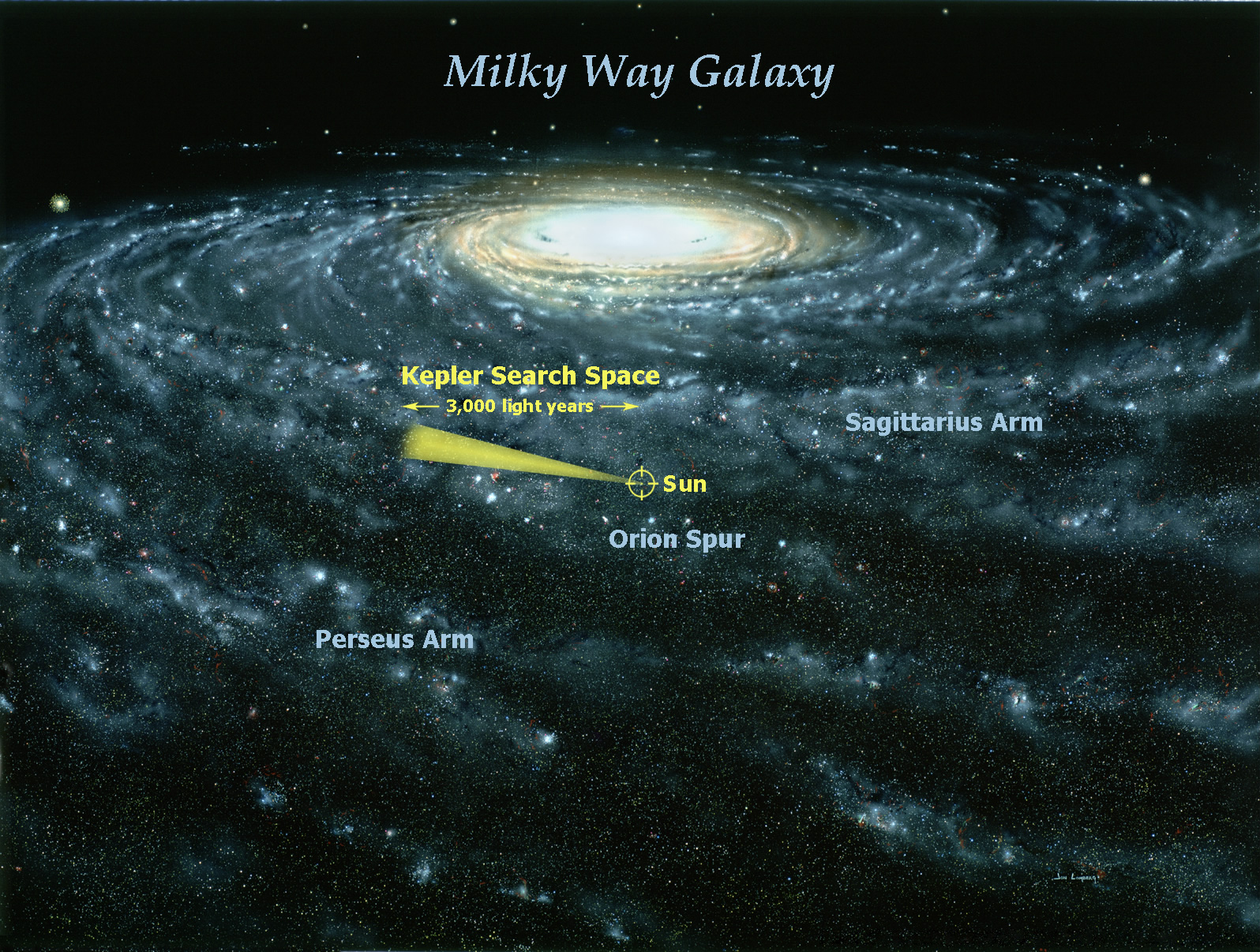
銀河系内でのケプラーの観測領域

ケプラー138は、ケプラー宇宙望遠鏡の観測以前は2MASSにおけるカタログ名 2MASS J19213157+4317347 で識別されていた。ケプラーの当初の観測対象として Kepler Input Catalog (KIC) では KIC 7603200 というカタログ名となり、惑星候補の存在を示す信号が検出された後は、ケプラーの優先的な観測目標である Kepler object of interest (KOI) カタログで、KOI-314 という名称を与えられた。
ケプラー計画ではトランジット法によって太陽系外惑星の捜索を行っていたが、トランジットの信号を検出しただけでは惑星が恒星の手前を通過したのが原因でない可能性もあるので、この段階では惑星「候補」といわれる。TTVなどで質量が推定され、十分小さいことがわかって漸く真の惑星となる。
ケプラーチームが惑星を発見すると「ケプラー」に検出順の番号を付けた別名が付けられ、この星系ならケプラー138となるが、この惑星系で最初に惑星を確定させたのはケプラーチームとは別の科学者が率いる研究グループであった。慣例では発見者が使用した名称が使われることになっており、この惑星系で惑星を発見したグループでは引き続き KOI-314 を使用していた。
ケプラーが観測している惑星候補は、KOIカタログ名の後に".01"、".02"といった番号を発見順に付ける。同時に発見された場合には公転周期の短いものから順に番号を振る。この規則に従い、この惑星系で最初に発見された2つの惑星候補は公転周期の短い方が KOI-314.01 、周期の長い方が KOI-314.02 とされた。その後、3番目の惑星候補がみつかり、KOI-314.03と名付けられたが、周期は先にみつかった2つの候補より短い。
確定した惑星は恒星名の後に"b"、"c"、といった英小文字を付与するのが慣例で、使用する文字は発見順にbから始める。最初に KOI-314.01 と KOI-314.02 の存在が同時に確定したので、発見者はこれらに公転周期の短い方から KOI-314 b、KOI-314 c という名前を付けた。この時点では KOI-314.03 は惑星と確定されておらず、名前はそのままであった。
一方、ケプラーチームはこれと独立に、KOI-314.03 の信号が惑星に起因しない偽陽性である可能性が1%以下であることから、KOI-314.03 も惑星であると確定させ、数週間遅れで報告した。この時、3つ同時の発見であったので、公転周期の短い方から KOI-314.03 に「ケプラー138b」、KOI-314.01 に「ケプラー138c」、KOI-314.02 に「ケプラー138d」と、先に2つが発見されたものと異なる名前が付けられた。KOI-314 b とKOI-314 c は確定報告が先だったので、発見者の同意なしに名称は変更されないのが慣例だが、KOI-314.03 を発見したのはケプラーチームだけで、こちらはケプラー138bが優先される。この結果、ケプラー138系は"b"という記号が付与された異なる2つの惑星があるという特殊な状態になった。これ以降の他の研究やNASA Exoplanet Archiveといった太陽系外惑星データベースではこの命名法に沿った名称が使用されている。

## 恒星
| 太陽 | ケプラー138 |
| ---- | ----------- |
| 太陽 | Exoplanet   |

ケプラー138は太陽の約54%の質量と半径を持つスペクトル分類がM1Vの比較的大きな赤色矮星であり、有効温度は 3,726 Kと太陽（5,778 K）と比べると低温である。金属量は、太陽より約34%少ない。形成されてからは少なくとも10億年が経過しているとされている。見かけの等級は約13等級とかなり暗く、肉眼では観望できない。

## 惑星系
先述の通り、ケプラー138には3つの太陽系外惑星が発見されている。
2014年にケプラー138b、ケプラー138c、ケプラー138dの3つの惑星が発見されたが、最も外側を公転しているケプラー138dは特に注目された。ケプラー138dは発見当初、地球の1.61倍の半径を持ち、質量に至っては地球とほぼ同じであると推定された。大きさだけをみると、ケプラー138dは地球サイズの岩石惑星ではないかと思われたが、密度を計算すると 1.31 g/cm3 と木星とほぼ同じ値となった。このことからすると、ケプラー138dは地球のような固い地殻を持つ岩石惑星ではなく、木星や土星のようなガス惑星であると考えられた。大きさがこれほど小さいと重力が弱いため、惑星系形成時の原始惑星系円盤内に存在するガスがほとんど集められないはずで、このようなガス惑星が存在すれば惑星形成のシナリオを大きく覆すことになるため、ケプラー138dの発見が注目された。しかし後に、惑星のパラメーターは大きく見直され、ケプラー138dの質量は地球の0.64倍、半径は1.212倍になっており、密度も 1.31 g/cm3 から 2.1 g/cm3 と上方修正された。この場合、水を大量に含む岩石惑星でも説明できる可能性があり、それまで考えられていた異常な天体である可能性は低くなった。
2022年12月、ケプラー宇宙望遠鏡とハッブル宇宙望遠鏡、そしてスピッツァー宇宙望遠鏡によるケプラー138系の詳細なトランジット観測の分析、および、W・M・ケック天文台に搭載されている分光器HIRESによる主星ケプラー138の視線速度観測から、ケプラー138cとケプラー138dは共に従来よりもやや大きい地球の約1.5倍の半径と約2倍の質量、約3倍の体積を持っていたとする研究結果がネイチャーアストロノミーに掲載された。以前の研究で計算されていたケプラー138cとケプラー138dの密度には差があり、両者は異なる組成で構成されていると考えられていたが、どちらも太陽系に存在する地球型惑星よりも低い密度（3.6 g/cm3 程度）を持つ惑星であると判明したことから、両者は質量の大部分が水素やヘリウムより重く、岩石よりも軽い揮発性に富んだ物質で構成されていると予想された。このような条件を満たす最も一般的な物質が水であり、仮にケプラー138dが大量の水を含む惑星である場合、質量の約11%、体積の約51%を水が占め、大気の下に 2,000 km もの深さに達する液体もしくは超臨界流体の状態にある水から成る海洋マントルを持つ海洋惑星となり、ケプラー138cも同様の組成となっている可能性がある。このような組成は岩石や金属で構成された地球型惑星やスーパーアースとは異なり、木星や土星を公転しているような氷衛星に近い。
また、この研究でケプラー138dのさらに外側を公転する新たな惑星ケプラー138eが存在する可能性が示された。ケプラー138eの質量は火星と金星の中間程度しかない。ケプラー138系のハビタブルゾーンの内縁付近を公転していることから、アルベド（反射率）を地球と同程度の0.3と仮定したときの表面の平衡温度は 292 K（19 ℃）となる。ケプラー138eは他の3つの惑星とは異なりトランジットを起こさない可能性が高いことからその大きさは推定できないが、ケプラー138bより大きく、ケプラー138cとケプラー138dよりも小さい可能性が高く、地球と同様の組成を持っていると仮定されている。
| 名称 （恒星に近い順） | 質量               | 軌道長半径 （天文単位） | 公転周期 (日)             | 軌道離心率         | 軌道傾斜角    | 半径           |
| --------------------- | ------------------ | ----------------------- | ------------------------- | ------------------ | ------------- | -------------- |
| b                     | 0.07 ± 0.02 M⊕     | 0.0753 ± 0.0006         | 10.3134 ± 0.0003          | 0.020 ± 0.009      | 88.67 ± 0.07° | 0.64 ± 0.02 R⊕ |
| c                     | 2.3+0.6 −0.5 M⊕    | 0.0913 ± 0.0007         | 13.78150+0.00007 −0.00009 | 0.017+0.008 −0.007 | 89.02 ± 0.07° | 1.51 ± 0.04 R⊕ |
| d                     | 2.1+0.6 −0.7 M⊕    | 0.1288 ± 0.0010         | 23.0923 ± 0.0006          | 0.010 ± 0.005      | 89.04 ± 0.04° | 1.51 ± 0.04 R⊕ |
| e (候補)              | 0.43+0.21 −0.10 M⊕ | 0.1803 ± 0.0014         | 38.230 ± 0.006            | 0.112+0.018 −0.024 | 88.53 ± 1.0°  | —              |